# Poloostrov Michajlova
Poloostrov Michajlova (rusky Полуостров Михайлова) je poloostrov v severní části Sibiře. Administrativně patří ruskému Krasnojarskému kraji. Je pojmenovaný po ruském generálu Konstantinu Ivanoviči Michajlovovi (1838–1918), který byl aktivním členem carské Ruské geografické společnosti.

## Geografie
Až 12 km široký poloostrov se nachází na Charitonově-Laptěvově pobřeží v západní části většího poloostrova Tajmyr. Rozkládá se od řeky Otmelaja na východě 29 kilometrů směrem na západ. Na severu poloostrov hraničí s otevřeným Karským mořem, na jihu s Michajlovským zálivem, který je ve výšce mysu Cape Isgib rozdělen na protějšímu poloostrovu Vorontsov ve vnitřní a vnější část.[ujasnit] Na jihozápadě leží ostrov Kolosovič, největší z souostroví Minin, na severozápadě se nachází přibližně ve vzdálenosti 25 kilometrů Scott-Hansenovy ostrovy. Na špičce poloostrova Michajlov se nejprve pobřeží poloostrova stáčí na jih, na jihovýchodě se vytvořila kosa, která končí na Michajlově mysu. Vnitrozemí poloostrova se nachází plochá, bažinatá tundry s četnými mělkými jezery. Největší řekou je Tundrovaja, která teče do vnější části zálivu Michajlov. Na většinou mělkém pobřeží se nachází pobřežní jezera. Severní pobřeží má též strmé úseky. Nejvyšší nadmořská výška je v centrální části poloostrova a dosahuje 31 metrů. Pouze několik kopců má název Gora Chabot (26 metrů) na severu a Gora Bugorok (23 metrů) na východě. 
Poloostrov Michajlov je neobydlený. Pro případ nouze na jižním pobřeží nachází zimní chata s proviantem a zásobami pohonných hmot. Na severozápadním pobřeží je jeden z majáků, který označuje severní mořskou trasu, na 13 metrů vysokém dřevěném lešení ve tvaru pyramidy. Světlo se nachází ve výšce 35 metrů nad mořem, dosah blesku vyzařovaného každých 9 sekund je 10 námořních mil.
V roce 1921 přišla na Michajlovský poloostrov sovětsko-norská expedice vedená Nikiforem Begičevem (1874–1927), aby hledala dva pohřešované účastníky výpravy Roalda Amundsena s lodí Maud. Peter Lorents Tessem (1875–1919) a Paul Knudsen (1889–1919) vyrazili dne 15. října 1919 se psím spřežením z Vilkického průlivu ze zamrzlé a rozbité lodi Maud. Do cíle, kterým byl 800 kilometrů vzdálený ostrov Dikson, nikdy nedorazili. Begičev našel v Michajlovské zátoce tábor s kostmi, zbytky kapesního barometru, kapesního nože, části rámu brýlí, francouzské mince, přezky, knoflíky, puškové náboje, hřebíky a další drobné předměty. Věřili, že našli jednoho z pohřešovaných Norů, pohřbili kosti a na hrobě vztyčili kříž. Když Nikolaj Urvancev našel lyže obou Norů o něco dále na západ a nakonec tělo Petera Tessema, bylo zřejmé, že tábořišti v zátoce nebyli Norové. Dnes je domněnka, že v tábořišti se našly pozůstatky ztracené expedice Vladimira Rusanova z roku 1913, jejíž stopy byly také nalezeny na dalších ostrovech v oblasti.